# Flerovij
Flerovij je supertežek umetno narejen kemični element s simbolom Fl in atomskim številom 114. Je izredno radioaktivni sintetični element. Element je dobil ime po Laboratoriju za jedrske reakcije Flerov Združenega inštituta za jedrske raziskave v Dubni v Rusiji, kjer je bil element odkrit leta 1998. Ime laboratorija je v čast ruskemu fiziku Georgiju Fljorovu (Флёров v cirilici, od tod tudi transliteracija "yo" v "e"). Ime je IUPAC sprejel 30. maja 2012.
V periodnem sistemu elementov transaktinoidni element v p-bloku. Je član 7. periode in je najtežji znani član ogljikove skupine; je tudi najtežji element, katerega kemija je bila raziskana. Začetne kemijske študije, opravljene v obdobju 2007–2008, so pokazale, da je flerovij nepričakovano hlapljiv za element 14. skupine ; v predhodnih rezultatih se je zdelo, da ima celo lastnosti, podobne žlahtnim plinom. Novejši rezultati kažejo, da je bila reakcija flerovija z zlatom podobna tisti s kopernicijem, kar nakazuje, da je element zelo hlapen in bi lahko bil celo plin pri standardni temperaturi in tlaku, da bi imel kovinske lastnosti, skladne z dejstvom, da je težji homolog svinca in da bi bila to najmanj reaktivna kovina v 14. skupini. Vprašanje, ali se flerovij vede bolj kot kovina ali žlahtni plin ostaja še vedno neodgovorjeno.
Zaznanih je bilo približno 90 atomov flerovija: 58 je bilo sintetiziranih neposredno, ostali pa so nastali z radioaktivnim razpadom težjih elementov. Dokazano je, da imajo vsi ti atomi flerovija masno število med 284 in 290. Najbolj stabilen znan flerovijev izotop, flerovij-289, ima razpolovno dobo približno 1,9 sekund, vendar je mogoče, da bo nepotrjeni flerovij-290 z enim dodatnim nevtronom imel daljši razpolovni čas, kar 19 sekund; to bi bil eden najdaljših razpolovnih časov katerega koli izotopa katerega koli elementa na tem najtežje dosegljivem koncu periodnega sistema. Flerovij naj bi bil blizu središča teoretiziranega otoka stabilnosti, predvidoma pa bi lahko imeli težji izotopi flerovija, zlasti morebiti dvojno magični flerovij-298, še daljši razpolovni čas.

## Uvod
Najtežja jedra nastanejo v jedrskih reakcijah, ki združijo dve drugi jedri neenake velikosti v eno; v grobem velja, da bolj, kot sta jedri glede na maso neenaki, večja je možnost, da bosta reagirali. Iz materiala iz težjih jeder se naredi tarča, ki jo nato bombardira snop lažjih jeder. Dve jedri se lahko združita v eno samo, če se dovolj približata; normalno se jedra (vsa pozitivno nabita) med seboj odbijajo zaradi elektrostatičnega odbijanja. Močna interakcija lahko to odbojnost premaga, vendar le na zelo kratki razdalji od jedra; jedra žarka se tako močno pospeši, da postane taka odbojnost nepomembna v primerjavi s hitrostjo jedra v snopu. Samo približevanje ni dovolj, da se dve jedri zlijeta: ko se dve jedri približata, običajno ostaneta skupaj približno 10−20 sekunde in se nato ločita (ne nujno v isti sestavi kot pred reakcijo), namesto da tvorita eno jedro. Če pride do fuzije, je začasna združitev, imenovana sestavljeno jedro, vzbujeno stanje. Da bi izgubilo energijo vzbujenja in doseglo stabilnejše stanje, se sestavljeno jedro razcepi ali izvrže enega ali več nevtronov, ki odnesejo odvečno energijo.
Žarek prehaja skozi tarčo in doseže naslednjo komoro – separator; če novo jedro nastane, potuje skupaj s tem žarkom. V separatorju se novo nastalo jedro loči od drugih nuklidov (prvotnega žarka in vseh drugih reakcijskih produktov) in prenese v pregradno-površinski detektor, ki jedro ustavi. Tam je zaznana natančna lokacija prihajajočega udarca na detektor; prav tako tudi njegova energija in čas prihoda. Prenos traja približno 10−6 sekunde; da jo lahko zazna, jedro med tem ne sme razpasti. Jedro se ponovno zabeleži, ko se zabeleži njegovo razpadanje in izmeri lokacija, energija in čas razpada.
Stabilnost jedra zagotavlja močna interakcija, vendar je njegov obseg zelo kratek; ko jedra povečamo, vpliv močne interakcije na najbolj oddaljene nukleone (protone in nevtrone) oslabi. Prav tako jedro raztrga elektrostatično odbijanje med protoni, saj ima neomejen domet. Za jedra najtežjih elementov je tako teoretično napovedan in doslej opazovan predvsem propad z razpadnimi načini, ki jih povzroča takšna odbijanje: alfa razpad in spontana cepitev; ti načini prevladujejo za jedra supertežkih elementov. Alfa razpadi so zaznani z oddajanjem alfa delcev, produkte razpada pa je enostavno določiti pred dejanskim razpadom; če takšno razpadanje ali niz zaporednih razpadov ustvari znano jedro, lahko prvotni produkt reakcije aritmetično določimo. Spontana cepitev proizvaja različna jedra kot produkte, zato prvotnega nuklida ni mogoče določiti od njegovih produktov.
Informacije, ki so na voljo fizikom, katerih namen je sintetizirati enega najtežjih elementov, so torej informacije, zbrane na detektorjih: lokacija, energija in čas prihoda delca na detektor ter podatki o njegovem razpadu. Fiziki analizirajo te podatke in skušajo ugotoviti ali jih je dejansko povzročil nov element in ali jih ni mogel povzročiti drugačen nuklid od tistega, katerega so iskali. Pridobljeni podatki pogosto ne zadoščajo za sklep, da je bil nov element vsekakor ustvarjen in če za opažene učinke ni druge razlage, so bile narejene napake pri interpretaciji podatkov.

## Zgodovina

### Pred odkritjem
Od poznih štiridesetih do zgodnjih šestdesetih let dvajsetega stoletja, zgodnjih dni sinteze težjih in težjih transuranskih elementov, je bilo napovedano, da ker se tako težki elementi ne pojavljajo v naravi, imajo vsi krajši razpolovni čas za spontano cepitvev, dokler ne bi mogli več obstajati okoli elementa 108 (danes znanega kot hasij). Začetno delo pri sintezi aktinoidov je to potrdilo. Model jedrske lupine, ki so ga uvedli leta 1949 in sta ga konec šestdesetih let precej dopolnila William Myers in Władysław developedwiątecki, je predvideval, da protoni in nevtroni tvorijo lupine znotraj jedra, nekoliko podobno kot elektroni, ki tvorijo elektronske lupine znotraj atoma. Žlahtni plini so nereaktivni, saj imajo polne elektronske lupine; tako je bilo teoretizirano, da bodo elementi s polnimi jedrskimi lupinami – s tako imenovanim "magičnim" številom protonov ali nevtronov – stabilizirani pred radioaktivnim razpadom. Še posebej bi bil stabiliziran dvojno magični izotop, ki bi imel tako magično število protonov kot nevtronov. Heiner Meldner je leta 1965 izračunal, da bo naslednji dvojno čarobni izotop po svincu-208 flerovij-298 s 114 protoni in 184 nevtroni, kar bo središče tako imenovanega "otoka stabilnosti". Ta otok stabilnosti, ki naj bi se gibal od kopernicija (element 112) do oganesona (118), bi prišel po dolgem "morju nestabilnosti" od elementov 101 (mendelevij) do 111 (rentgenij). V njem naj bi bili izotopi flerovija, za katere so leta 1966 predvideli, da imajo razpolovne dobe več kot sto milijonov let. Te zgodnje napovedi so navdušile raziskovalce in leta 1968 privedle do prvega poskusa sinteze flerovija z reakcijo 248Cm(40Ar,xn). V tej reakciji niso našli izotopov flerovija. To naj bi se zgodilo, ker ima sestavljeno jedro 288Fl samo 174 nevtronov namesto predvidenega magičnega 184, kar bi imelo pomemben vpliv na prerez reakcije (donos) in razpolovni čas nastalih jeder. Po tem je do sinteze prvega izotopa flerovija preteklo še trideset let. Novejša dela kažejo, da so lokalni otoki stabilnosti okoli hasija in flerovija posledica tega, da so ta jedra deformirana oziroma prekrivljena, zaradi česar so odporna na spontano cepitev, in da se pravi otok stabilnosti sferičnih jeder pojavi okoli unbibija-306 (s 122 protoni in 184 nevtroni).

### Odkritje
Flerovij je decembra 1998 prvič sintetizirala skupina znanstvenikov na Združenem inštitutu za jedrske raziskave (JINR) v Dubni v Rusiji, ki jo je vodil Yuri Oganessian, ki je tarčo plutonija-244 bombardiral s pospešenimi jedri kalcija-48:
244Pu + 48Ca → 292Fl* → 290Fl + 2 1Nt
Ta reakcija je bila poskušena že prej, vendar neuspešno; za ta poskus leta 1998 je JINR nadgradil vso svojo opremo, da je bolje zaznala in ločila proizvedene atome ter intenzivneje bombardirala cilj. En sam atom flerovija, ki je razpadel z emisijo alfa delca z življenjsko dobo 30,4 sekund, je bila zaznan. Izmerjena energija razpada je bila 9,71 MeV, kar daje pričakovani razpolovni čas 2–23 s. Atom je bil dodeljen izotopu flerovij-289 in poročilo je bilo objavljeno januarja 1999. Poskus so kasneje ponovili, vendar izotopa s temi lastnostmi razpada nikoli več niso našli, zato natančna identiteta te aktivnosti ni znana. Možno je, da je do tega prišlo zaradi metastabilnega izomera 289mFl, ker pa je prisotnost cele vrste dolgotrajnejših izomerov v njegovi razpadajoči verigi precej dvomljiva, je najverjetnejša dodelitev te verige 2n razpadu, ki vodi do 290Fl, in nato zajem elektrona do 290Nh, kar se dobro ujema s sistematiko in trendov izotopov flerovija in je v skladu z energijo kratkega snopa, ki je bila izbrana za ta poskus, čeprav bi bila nadaljnja potrditev zaželena prek sinteze 294Lv v reakciji 248Cm(48Ca,2n), ki bi alfa razpadel na 290Fl. Skupina pri RIKEN-u je poročala o možni sintezi izotopov 294Lv in 290Fl v letu 2016 z reakcijo 248Cm(48Ca,2n), vendar je bil zgrešen alfa razpad 294Lv, opazili pa so alfa razpad 290Fl na 286Cn namesto zajema elektrona na 290Nh, dodelitev atoma 294Lv in ne 293Lv in razpad na izomer 285Cn pa nista stoodstotno potrjena. 
Glenn T. Seaborg, znanstvenik iz Narodnega laboratorija Lawrence Berkeley, ki je sodeloval pri sintezi takšnih težkih elementov, je decembra 1997 dejal, da "je bila ena njegovih najdaljših in najbolj cenjenih sanj videti enega od teh čarobnih elementov"; o sintezi flerovija mu je povedal njegov kolega Albert Ghiorso kmalu po objavi leta 1999. Seaborg je umrl dva meseca pozneje, 25. februarja 1999. 

### Izotopi
Marca 1999 je ista ekipa zamenjala tarčo 244Pu z 242Pu, da bi ustvarila druge izotope flerovija. V tej reakciji sta nastala dva atoma flerovija, ki sta razpadla z emisijo alfa delca z razpolovno dobo 5,5 s. Imenovana sta bila kot 287Fl. Tudi ta razpad ni bil zaznan in ni jasno, kakšno jedro je nastalo. Možno je, da je šlo za metastabilni izomer 287mFl ali rezultat verige zajema elektrona 287Fl, ki je vodila do 287Nh in 283Rg. 
Zdaj potrjeno odkritje flerovija je bilo opravljeno junija 1999, ko je ekipa Dubne ponovila prvo reakcijo iz leta 1998. Tokrat sta nastala dva atoma flerovija; razpadla sta z alfa razpadom z razpolovno dobo 2,6 s, drugače od rezultata iz leta 1998. Ta dejavnost je bila prvotno dodeljena 288Fl pomotoma zaradi zmede glede prejšnjih opažanj, ki naj bi izhajala iz 289Fl. Nadaljnje delo decembra 2002 je končno omogočilo pravilno prerazporeditev atomov junija 1999 na 289Fl.
Maja 2009 je IUPAC-ova skupna delovna skupina (JWP) objavila poročilo o odkritju Kopernicija, v katerem je potrdila odkritje izotopa 283Cn. To je pomenilo tudi odkritje flerovija, saj so potrdili podatke za sintezo 287Fl in 291Lv, ki razpadeta na 283Cn. Odkritje izotopov flerovija-286 in -287 je bilo potrjeno januarja 2009 v Berkeleyju. Sledila je potrditev flerovija-288 in -289 julija 2009 v Gesellschaftu für Schwerionenforschung (GSI) v Nemčiji. Leta 2011 je IUPAC ocenil poskuse skupine iz Dubne v letih 1999–2007. Ugotovili so, da prvi podatki niso prepričljivi, vendar so rezultate 2004–2007 sprejeli kot flerovij in element je bil uradno priznan kot odkrit.
Medtem ko je bila metoda kemijske karakterizacije produkta uspešna v primerih flerovija in livermorija in je enostavnejša struktura sodo-sodih jeder takoj potrdila oganeson (element 118), pa so bile težave pri ugotavljanju skladnosti verig razpada izotopov z neparnimi protoni, neparnimi nevtroni ali obojim. Da bi rešili problem z vročo fuzijo, ko se razpadne verige končajo s spontano cepitvijo namesto da bi se povezale na znana jedra, kot to omogoča hladna fuzija, so leta 2015 v Dubni izvedli poskuse, pri katerih so v reakcijah 48Ca s 239Pu in 240Pu proizvedli lažje izotope flerovija, zlasti 283Fl, 284Fl in 285Fl; zadnja je bila prej zaznana v reakciji 242Pu(48Ca,5n)285Fl v Narodnem laboratoriju Lawrence Berkeley leta 2010. Izotop 285Fl je bil bolj jasno opredeljen, medtem ko je bilo ugotovljeno, da se novi izotop 284Fl takoj spontano cepi namesto alfa razpade do znanih nuklidov zaprtja lupine okoli N = 162, 283Fl pa ni bilo mogoče najti. Najlažji izotop lahko še vedno nastane v reakciji hladne fuzije 208Pb(76Ge,n)283Fl, ki jo je ekipa japonskega RIKEN-a ocenila kot preiskovano: pričakuje se, da bo ta reakcija imela višji prerez 200 fb kakor najnižji "svetovni rekord" 30 fb pri 209Bi(70Zn,n)278Nh, reakcijo, ki jo je RIKEN uporabil za uradno odkritje elementa 113, ki se sedaj imenuje nihonij. Skupina iz Dubne je leta 2017 ponovila preiskavo reakcije 240Pu + 48Ca, pri čemer je opazila tri nove konstantne razpadne verige 285Fl, dodatno razpadno verigo tega nuklida, ki lahko prehaja skozi nekatera izomerna stanja v svojih produktih, verigo, ki bi ji lahko dodelili 287Fl (verjetno izhaja iz 242Pu nečistoč v tarči) in nekaj spontanih cepitvenih dogodkov, od katerih bi lahko bili nekateri od 284Fl, čeprav so možne tudi druge interpretacije, vključno s stranskimi reakcijami, ki vključujejo izhlapevanje nabitih delcev. 

### Poimenovanje
Z uporabo Mendelejeveve nomenklature za neimenovane in neodkrite elemente se flerovij včasih imenuje eka-svinec. Leta 1979 je IUPAC objavil priporočila, v skladu s katerimi naj bi se element imenoval ununkvadij (z ustreznim simbolom Uuq), tj. sistematično ime elementa kot nadomestno ime, dokler se ne potrdi odkritje elementa in določi stalnega imena. Večina znanstvenikov na tem področju ga je imenovala "element 114" s simbolom E114, (114) ali 114 . 
V skladu s priporočili IUPAC ima odkritelj oz. odkritelji novega elementa pravico predlagati ime. Potem ko je IUPAC 1. junija 2011 odkritje flerovija in livermorija priznal, je IUPAC zaprosil skupino pri JINR, ki ga je odkrila, da predlaga stalna imena za ta dva elementa. Skupina Dubna se je odločila poimenovati element 114 flerovij (simbol Fl), po ruskem Laboratoriju za jedrske reakcije Flerov (FLNR), poimenovanem po sovjetskem fiziku Georgiju Fljorovu; prva poročila trdijo, da je bilo ime elementa neposredno predlagano v čast Fljorovu. V skladu s predlogom, ki so ga sprejeli odkritelji, je IUPAC element uradno poimenoval flerovij po Laboratoriju za jedrske reakcije Flerov (starejše ime za JINR) in ne po Fljorovu samem. Fljorov je znan po tem, da je aprila 1942 pisal Josipu Stalinu in opozoril na molk v znanstvenih revijah s področja cepitve jedrer v ZDA, Veliki Britaniji in Nemčiji. Fljorov je ugotovil, da so te raziskave morale postati tajni podatki v teh državah. Delo in prošnje Fljorova so privedle do razvoja lastnega projekta ZSSR za proizvodnjo atomskih bomb. Fljorov je znan tudi po odkritju spontane cepitve s Konstantinom Petrzhakom. Slovesnost poimenovanja flerovija in livermorija je bila 24. oktobra 2012 v Moskvi.

V intervjuju z Oganessianom leta 2015 je gostitelj v pripravah na vprašanje dejal: "Rekli ste, da ste sanjali, da boste [element] poimenovali po svojem učitelju Fljorovu." Ne da bi pustil gostitelju, da konča, je Oganessian večkrat rekel: "Sem."

## Predvidene lastnosti
Izmerjenih je bilo zelo malo lastnosti flerovija ali njegovih spojin; to je posledica izjemno omejene in drage proizvodnje ter dejstva, da zelo hitro razpade. Izmerjenih je bilo nekaj posameznih lastnosti, vendar večina lastnosti flerovija ostaja neznanih in na voljo so le napovedi.

### Jedrska stabilnost in izotopi
Fizična osnova kemijske periodičnosti, po kateri je urejen periodni sistem, je zapolnitev elektronske lupine pri vsakem žlahtnem plinu (atomska števila 2, 10, 18, 36, 54, 86 in 118): ker morajo vsi nadaljnji elektroni vstopiti v novo lupino z višjo energijo, so elektronske konfiguracije s polno lupino izrazito stabilnejše, kar vodi do relativne inertnosti žlahtnih plinov. Ker je znano tudi, da se protoni in nevtroni razporedijo v zaprtih jedrskih lupinah, se enak učinek zgodi pri polnjenju nukleonskih lupin, kar se zgodi pri določenih nukleonskih številkah, ki jih pogosto imenujemo "magična števila". Znana magična števila so 2, 8, 20, 28, 50 in 82 za protone in nevtrone ter še 126 za nevtrone. Nukleone s čarobnim protonskim in nevtronskim številom, kot so helij-4, kisik-16, kalcij-48 in svinec-208, imenujemo "dvojno magični" in so zelo stabilni proti razpadu. Ta lastnost povečane jedrske stabilnosti je zelo pomembna za supertežke elemente: brez kakršne koli stabilizacije bi pričakovali, da bi bili njihovi razpolovni časi z eksponentno ekstrapolacijo v rangu nanosekund (10−9 s) po elementu 110 (darmštatij), saj vedno večji odboj elektrostatičnih sil med pozitivno nabitimi protoni premaga močno jedrsko silo omejenega dosega, ki jedro drži skupaj. Naslednje polne nukleonske lupine in s tem magične številke naj bi označevale središče dolgo iskanega otoka stabilnosti, kjer se razpolovni čas alfa razpada in spontane cepitve spet podaljšata. 
Sprva naj bi se po analogiji z nevtronsko magično številko 126 tudi naslednja protonska lupina pojavila pri elementu 126, predaleč od sinteznih zmožnosti sredi 20. stoletja, da bi dosegla veliko teoretične pozornosti. Leta 1966 so nove potencialne vrednosti in interakcija med spinom in tirom v tem območju periodnega sistema nasprotovale in napovedale, da se bo naslednja protonska lupina pojavila pri elementu 114 in da bodo nuklidi v tej regiji enako stabilni proti spontani cepitvi, kakor veliko težkih jeder, kot je svinec-208. Pričakovane polne nevtronske lupine v tem področju so pri nevtronskem številu 184 ali 196, tako da sta bila 298Fl in 310Fl kandidata, da sta dvojno magična. Ocene leta 1972 so napovedovale razpolovno dobo približno enega leta za 298Fl, ki naj bi bil blizu velikega otoka stabilnosti z najdaljšim razpolovnim časom pri 294Ds (1010 let, kar je primerljivo s 232Th). Po sintezi prvih izotopov elementov od 112 do 118 na prelomu 21. stoletja je bilo ugotovljeno, da so bili sintetizirani izotopi s premalo nevtroni stabilizirani proti cepitvi. Leta 2008 je bila torej postavljena hipoteza, da je bila stabilizacija proti cepitvi teh nuklidov posledica njihovih oblatnih jeder in da je bila regija oblatnih jeder usredinjena pri 288Fl. Poleg tega so novi teoretični modeli pokazali, da je pričakovana vrzel v energiji med protonskimi orbitalami 2f7/2 (zapolnjena pri elementu 114) in 2f5/2 (zapolnjena pri elementu 120) manjša od pričakovane, tako da element 114 ni več videti kot stabilna sferična zaprta jedrska lupina. Pričakuje se, da bo naslednje dvojno magično jedro zdaj okoli 306Ubb, vendar pričakovana nizka razpolovna doba in nizek prerez tega nuklida predstavlja zahtevno sintezo. Kljub temu naj bi v tem delu periodnega sistema še vedno obstajal otok stabilnosti in blizu njegovega središča (ki še ni bilo dovolj natančno obravnavano) naj bi nekaj nuklidov, kot so 291Mc in njegovi produkti alfa in beta razpada, propadli z emisijo pozitrona ali zajemom elektrona in se tako premaknili proti središču otoka.  Zaradi pričakovanih visokih cepitvenih ovir naj bi vsa jedra na tem otoku stabilnosti propadala izključno z alfa razpadom in morda nekatere z zajemom elektrona in beta razpadom, ki bi jedra približal liniji beta stabilnosti, kjer je predviden otok. Zajetje elektrona je potrebno za dosego otoka, kar je problematično, saj ni zagotovljeno, da zajem elektronov postane glavni način razpada na tem območju nuklidov.
Med letoma 2000 in 2004 je bilo v Laboratoriju za jedrske reakcije Flerov v Dubni izvedenih več poskusov, ki so preučevali cepitvene značilnosti jedra 292Fl z bombardiranjem tarče plutonija-244 s pospešenimi ioni kalcija-48. Sestavljeno jedro je bilo ohlapna kombinacija nukleonov, ki se še niso razporedili v jedrske lupine. Ni imel notranje strukture in ga skupaj so ga držale le sile trka med jedrom tarče in izstrelkom. Rezultati so pokazali, da se ta jedra cepijo pretežno z emisijo dvojno magičnih ali skoraj dvojno magičnih fragmentov, kot so kalcij-40, kositer-132, svinec-208 ali bizmut-209. Ugotovljeno je bilo tudi, da je bil izkoristek za fuzijsko-cepilno pot podoben med izstrelki kalcija-48 in železa-58, kar kaže na morebitno prihodnjo uporabo izstrelkov železa-58 pri tvorbi supertežkih elementov. Predlagano je bilo tudi, da lahko s kvazifisijo (delno fuzijo, ki ji sledi cepitev) masivnega jedra nastane nevtronsko bogat izotop flerovija. V zadnjem času se je izkazalo, da bi lahko reakcije prenosa več nukleonov v trkih jeder aktinoidov (kot sta uran in kirij) uporabili za sintezo nevtronsko bogatih supertežkih jeder, ki se nahajajo na otoku stabilnosti  čeprav je bolj verjeten nastanek nevtronsko bogatih jeder nobelija ali siborgija.
Teoretična ocena razpolovne dobe alfa razpada izotopov flerovija podpira eksperimentalne podatke. Izotop, odporen proti fisiji, 298Fl, za katerega se je dolgo pričakovalo, da je dvojno magičen, naj bi imel razpolovni čas alfa razpada približno 17 dni. Neposredna sinteza jedra 298Fl s fuzijsko-uparitvenim potekom je trenutno nemogoča, saj nobena znana kombinacija tarčnega in stabilnega projektila ne more zagotoviti 184 nevtronov v jedru spojine in radioaktivnih izstrelkov, kot je kalcij-50 (razpolovna doba štirinajst sekund) še ni mogoče uporabiti v potrebni količini in intenzivnosti. Trenutno ena od možnosti za sintezo pričakovanih dolgoživih jeder Kopernicija (291Cn in 293Cn) in flerovija blizu sredine otoka vključuje uporabo še težjih tarč, kot so kirij-250, berkelij-249, kalifornij-251, in ajnštajnij-254, ki bi ob zlitju s kalcijem-48 ustvarile jedra, kot sta 291Mc in 291Fl (kot produkta razpada 299Uue, 295Ts in 295Lv), z ravno toliko nevtroni, da alfa razpadejo na nuklide, ki so dovolj blizu središču otoka, da bi mogoče prišlo do zajetja elektrona in bi razpadel proti središču, čeprav bi bili preseki majhni in malo je že znanega o lastnostih razpada težkih nuklidov v bližini linije beta stabilnosti. To je morda trenutno najboljše upanje za sintezo jeder na otoku stabilnosti, vendar so to le ugibanja in lahko v praksi deluje ali pa tudi ne. Druga možnost je uporaba nadzorovanih jedrskih eksplozij za doseganje velikega pretoka nevtronov, potrebnega za ustvarjanje makroskopskih količin takšnih izotopov. To bi posnemalo r-postopek, v katerem so bili aktinoidi prvič proizvedeni v naravi in je bila vrzel nestabilnosti po poloniju obidena, saj bi obšla vrzeli nestabilnosti pri 258–260Fm in pri masnem številu 275 (atomska števila 104 do 108). Nekateri takšni izotopi (zlasti 291Cn in 293Cn) so bili morda celo sintetizirani v naravi, vendar bi prehitro razpadli (z razpolovnimi časi le tisoč let) in nastali v premajhnih količinah (približno 10−12-krat toliko kot svinca), da bi ga danes bilo mogoče zaznati kot prvotne nuklide zunaj kozmičnih žarkov.

### Atomske in fizične
Flerovij je član 14. skupine v periodnem sistemu, pod ogljikom, silicijem, germanijem, kositrom in svincem. Vsak prejšnji element 14. skupine ima v svoji valenčni lupini štiri elektrone, ki tvorijo valenčno elektronsko konfiguracijo ns2 np2. V primeru flerovija se bo trend nadaljeval in predvideva se, da bo konfiguracija valenčnih elektronov 7s2 7p2;  flerovij se bo v mnogih pogledih obnašal podobno kot lažji sorodniki. Verjetno se bodo pojavile razlike; velik vpliv ima interakcija med spinom in tirom (SO) – medsebojna interakcija med gibanjem elektronov in spinom. Še posebej močna je za težke elemente, saj se njihovi elektroni gibljejo hitreje kot pri lažjih atomih – s hitrostmi, primerljivimi s svetlobno hitrostjo. V atomu flerovija znižuje 7s in 7p ravni elektronov (jih stabilizira), vendar sta dve od 7p ravni elektronov bolj stabilizirani kot preostale štiri. Stabilizaciji 7s elektronov pravimo učinek inertnega para, učinek, ki "pretrga" podlupino 7p v bolj stabilizirane in manj stabilizirane dele, pa se imenuje delitev podlupine. Računski kemiki prikaz vidijo kot spremembo drugega (azimutnega) kvantnega števila l iz 1 v 1/2 in 3/2 za bolj stabiliziran in manj stabiliziran del 7p podlupine. Za številne teoretične namene je lahko valenčna elektronska konfiguracija predstavljena tako, da odraža delitev podpuline 7p kot 7s2 7p1/22. Ti učinki povzročajo, da se kemija flerovija nekoliko razlikuje od kemije lažjih sosedov.
Ker je delitev lupine 7p podlupine 7p v fleroviju zelo velika in ker sta obe zapolnjeni orbitali flerovija v sedmi lupini relativistično stabilizirani, se lahko šteje, da ima valenčna elektronska konfiguracija flerovija popolnoma zapolnjeno lupino. Njegova prva ionizacijska energija 8,539 eV (823,9 kJ/mol) bi morala biti druga najvišja v 14. skupini. 6d ravni elektronov so tudi destabilizirane, kar je vodilo do nekaterih zgodnjih ugibanj, da so lahko kemično aktivne, čeprav novejša dela kažejo, da je to malo verjetno. Ker je prva ionizacijska energija višja od ionizacijske energije silicija in germanija, čeprav je še vedno nižja od energije za ogljik, je predlagano, da bi lahko flerovij uvrstili med metaloide.
Zaradi elektronske konfiguracije zaprte lupine flerovija je kovinska vez v kovinskem fleroviju šibkejša kot v predhodnih in sledečih elementih; tako naj bi flerovij imel nizko vrelišče, v zadnjem času pa je bilo predvideno, da je verjetno plinasta kovina, podobno kot koperncij, ki ima tudi elektronsko konfiguracijo s polno lupino. Tališča in vrelišča flerovija so bila v sedemdesetih letih predvidena okoli 70 °C in 150 °C,  bistveno nižje od vrednosti za lažje elemente skupine 14 (vrednosti svinca so 327 °C in 1749 °C), kar nadaljuje trend zniževanja vrelišč po skupini. Čeprav so prejšnje študije napovedovale vrelišče ~ 1000 ° C ali 2840 °C  to se zdaj šteje za malo verjetno zaradi pričakovane šibke kovinske vezi v fleroviju in da bi zaradi trendov skupini lahko pričakovali, da ima flerovij nizko sublimacijsko entalpijo. Nedavni eksperimentalni pokazatelji kažejo, da ima psevdo-zaprta lupinska konfiguracija flerovija zelo šibko kovinsko vez, zato je flerovij verjetno plin pri sobni temperaturi s vreliščem okoli −60 °C. Tako kot živo srebro, radon in kopernicij, vendar ne kot svinec in oganeson (eka-radon), tudi flerovij nima elektronske afinitete.
V trdnem stanju naj bi bil flerovij zaradi svoje velike atomske teže gosta kovina z gostoto, ki naj bi bila predvidena različno, bodisi 22 g/cm3 ali 14 g/cm3.  Pričakuje se, da bo Flerovij kristaliziral v ploskovno centrirani kubični kristalni strukturi, tako kot njegov lažji kongener, svinec, čeprav so prejšnji izračuni napovedovali heksagonalno gosto zloženo kristalno strukturo zaradi efektov spajanja z tirno povezavo. Elektron vodiku podobnega flerovijevega iona (oksidiran, tako da ima samo en elektron, Fl113+ ) naj bi se zaradi relativističnih učinkov gibal tako hitro, da bi imel maso 1,79-krat večjo od stacionarnega elektrona. Za primerjavo naj bi bile vrednosti vodiku podobnega svinca in kositra 1,25 oziroma 1,073. Flerovij bi tvoril šibkejše vezi med kovinami kot svinec in bi bil manj adsorbiran na površinah.

### Kemične
Flerovij je najtežji znani član 14. skupine v periodnem sistemu, pod svincem, in naj bi bil drugi član kemičnih elementov bloka 7p. Pričakuje se, da bosta nihonij in flerovij tvorila zelo kratko podperiodo, ki ustreza polnjenju orbite 7p1/2, ki pride med polnjenjem 6d5/2 in 7p3/2 podorbital. Njuno kemično vedenje naj bi bilo zelo značilno: homologijo nihonija s talijem so računski kemiki imenovali "dvomljivo", medtem ko so homologijo flerovija s svincem imenovali le "formalna".
Prvih pet članov skupine kaže oksidacijsko stanje skupine +4, drugi člani pa imajo zaradi nastopa učinka inertnega para vse bolj opazno stanje +2. Kositer predstavlja točko, na kateri sta stabilnosti +2 in +4 stanj podobni, svinec(II) pa je najbolj stabilen od vseh kemijsko dobro razumljenih elementov 14. skupine v oksidacijskem stanju +2. Orbitale 7s so v fleroviju zelo stabilizirane, zato je za doseganje oksidacijskega stanja +4 potrebna zelo velika orbitalna hibridizacija sp3, zato naj bi flerovij tvoril večinoma +2 oksidacijsko stanje in + 4 oksidacijsko stanje bi moralo biti zelo nestabilno. Na primer, flerovijev dioksid (FlO2) naj bi bil zelo nestabilen in bi se najbrž razgradil v sestavne elemente (in ne bi nastal iz neposredne reakcije flerovija s kisikom), za flerovan (FlH4), ki bi moral imeti dolžino vezi Fl–H 1,787 Å pa  je predvideno, da je bolj termodinamično nestabilen kakor plumban, saj naj bi spontano razpadel v flerovij(II) hidrid (FlH2) in vodik. Flerovijev tetrafluorid (FlF4) bi se vezal predvsem zaradi hibridizacije sd  in ne sp3, njegova razgradnja na plin difluorid in fluor pa bi bila eksotermna. Drugi tetrahalidi (na primer FlCl4 se destabilizira za približno 400 kJ/mol) podobno razpadejo. Ustrezni polifluoridni anion FlF2−
6  bi moral biti nestabilen za hidrolizo v vodni raztopini, flerovijevi(II) polihalidni anioni, kot sta FlBr−
3 in FlI−
3 naj bi se prednostno tvorili v raztopinah, ki vsebujejo flerovij. Sd hibridizacije so bile predlagane v zgodnjih izračunih, saj imajo 7s in 6d elektroni v fleroviju približno enako energijo, kar bi omogočilo nastanek hlapnega heksafluorida, vendar kasnejši izračuni te možnosti ne potrjujejo. Splošna kontrakcija orbite 7p1/2 bi morala pripeljati do manjših dolžin vezi in večjih kotov med vezmi: to je bilo teoretično potrjeno v FlH2.  Kljub temu bi bilo možno celo FlH2 relativistično destabilizirati z 2,6 eV; veliki učinki med spinom in tirom razgradijo tudi običajno delitev singlet-triplet dihidridov v 14. skupini. Predvideva se, da bosta FlF2 in FlCl2 stabilnejša od FlH2.
Zaradi relativistične stabilizacije flerovijeve 7s2 7p1/22 valenčne elektronske konfiguracije, bi moralo biti oksidacijsko stanje 0 tudi stabilnejše za flerovij kot za svinec, saj 7p1/2 elektroni začnejo kazati tudi blag učinek inertnega para: ta stabilizacija nevtralnega stanja lahko pokaže nekatere podobnosti med obnašanjem flerovija in žlahtnega plina radona. Zaradi pričakovane relativne inertnosti flerovija bi morali imeti njegovi dvoatomni spojini FlH in FlF nižje energije disociacije kot svinčeni spojini PbH in PbF. Flerovij(IV) bi moral biti še bolj elektronegativen kot svinec(IV); svinec(IV) ima elektronegativnost 2,33 po Paulingovi lestvici, čeprav je vrednost svinca(II) le 1,87. Flerovij naj bi bil žlahtna kovina. 
Flerovij(II) bi moral biti stabilnejši od svinca(II), polihalidni ioni in spojine tipov FlX+, FlX2, FlX−
3 in FlX2−
4 (X = Cl, Br, I ) naj bi zlahka nastale. Fluoridi bi bili močno podvrženi hidrolizi v vodni raztopini. Vsi flerovijevi dihalidi naj bi bili stabilni, pri čemer bi bil difluorid topen v vodi. Spin-tirni učinki bi destabilizirali flerovijev dihidrid (FlH2) za skoraj 2,6 eV (250 kJ/mol). V vodni raztopini bi flerovij tvoril tudi oksianion flerovit (FlO2−
2), analogno plumbitu. Flerovijev(II) sulfat (FlSO4) in sulfid (FlS) bi morala biti zelo netopna v vodi, flerovijev(II) acetat (FlC2H3O2) in nitrat (Fl(NO3)2) pa bi morala biti precej vodotopna. Ocenjuje se, da je standardni potencial elektrod za redukcijo ionov Fl2+ v kovinski flerovij približno +0,9 V, kar potrjuje povečano stabilnost flerovija v nevtralnem stanju.  Na splošno naj bi zaradi relativistične stabilizacije spinorja 7p1/2 Fl 2+ imel vmesne lastnosti med Hg2+ ali Cd2+ in lažjim kongenerjem Pb2+. 

## Eksperimentalna kemija
Flerovij je trenutno najtežji element, pri katerem je bila njegova kemija eksperimentalno raziskana, čeprav kemijske preiskave do zdaj niso privedle do dokončnega rezultata. Dva eksperimenta sta bila izvedena aprila – maja 2007 v skupnem sodelovanju FLNR-PSI z namenom preučevanja kemije kopernicija. Prvi poskus je vključeval reakcijo 242Pu(48Ca, 3n)287Fl, drugi pa reakcijo 244Pu(48Ca,4n)288Fl: te dve reakciji ustvarjata kratkotrajne flerovijeve izotope, katerih produkte bi nato preučevali. Adsorpcijske lastnosti nastalih atomov na površini zlata so primerjali z lastnostmi radona, saj se je takrat pričakovalo, da bo elektronska konfiguracija polne lupine kopernicija vodila do vedenja, podobnega žlahtnim plinom. Žlahtni plini zelo šibko reagirajo s kovinskimi površinami, kar za kovine ni značilno.
Prvi poskus je omogočil zaznavanje treh atomov 283Cn, a na videz zaznal tudi 1 atom 287Fl. Ta rezultat je bil presenečenje, saj je bil čas transporta atomov izdelka ~ 2 s, zato bi morali proizvedeni atomi flerovija pred adsorpcijo razpasti v kopernicij. V drugi reakciji so zaznali 2 atoma 288Fl in morebiti 1 atom 289Fl. Dva od treh atomov sta imela adsorpcijske značilnosti, povezane z hlapnim elementom, podobnemu žlahtnim plinom, kar je bilo predlagano, vendar najnovejši izračuni tega ne predvidevajo. Ti poskusi so zagotovili neodvisno potrditev odkritja kopernicija, flerovija in livermorija s primerjavo z objavljenimi podatki o razpadu. Nadaljnji poskusi leta 2008 za potrditev tega pomembnega rezultata so odkrili en atom 289Fl in podprli prejšnje podatke, ki kažejo, da ima flerovij interakcijo z zlatom podobno žlahtnemu plinu.
Eksperimentalna podpora flerovija, kot podobnega žlahtnim plinom, je kmalu oslabela. V letih 2009 in 2010 je sodelovanje FLNR-PSI nadaljnje sintetiziralo atome flerovija za nadaljevanje študij leta 2007 in 2008. Zlasti prvi trije atomi flerovija, sintetizirani v študiji iz leta 2010, so spet prikazali značaj, podoben žlahtnemu plinu, vendar je celoten sklop skupaj povzročil bolj dvoumno razlago, nenavadno za kovino v ogljikovi skupini, vendar ne povsem enako kot žlahtni plini. V svojem prispevku so se znanstveniki vzdržali imenovanja kemijskih lastnosti flerovija "blizu lastnostim žlahtnim plinov", kot je bilo prej narejeno v študiji iz leta 2008. Hlapnost Flerovija je bila ponovno izmerjena z interakcijami z zlato površino in je pokazala, da je hlapnost flerovija primerljiva z živim srebrom, astatom in istočasno raziskanega kopernicija, ki je bil v študiji dokazan kot zelo hlapna žlahtna kovina, najtežji znani element 12. skupine. Kljub temu je bilo poudarjeno, da to hlapno vedenje ni pričakovano za običajno kovino 14. skupine.
V še kasnejših poskusih iz leta 2012 na GSI so ugotovili, da so kemijske lastnosti flerovija bolj kovinske kot podobne žlahtnim plinom. Jens Volker Kratz in Christoph Düllmann sta kopernicij in flerovij posebej imenovala kot novo kategorijo "hlapnih kovin"; Kratz je celo domneval, da so lahko plin pri standardni temperaturi in tlaku. Te "hlapne kovine" kot kategorija naj bi se uvrščale med običajne kovine in žlahtne pline glede na adsorpcijske lastnosti. V nasprotju z rezultati iz leta 2009 in 2010 je bilo v poskusih leta 2012 dokazano, da so bile interakcije flerovija oziroma kopernicija z zlatom približno enake. Nadaljnje študije so pokazale, da je flerovij v nasprotju s prejšnjimi poskusi in napovedmi bolj reaktiven kot kopernicij.
V članku iz leta 2014, v katerem so podrobno opisani eksperimentalni rezultati kemijske karakterizacije flerovija, je skupina GSI zapisala: "[flerovij] je najmanj reaktivni element v skupini, a še vedno kovina." Kljub temu sta na konferenci o kemiji in fiziki težkih in supertežkih elementov leta 2016 Aleksander Yakushev in Robert Eichler, dva znanstvenika, ki sta bila dejavna pri GSI in FLNR pri določanju kemije flerovija, še vedno pozvala k previdnosti na podlagi nedoslednosti različnih predhodno naštetih poskusov, pri čemer so opozorili, da je vprašanje, ali je flerovij kovina ali žlahtni plin, še vedno odprto z razpoložljivimi dokazi: ena študija je predlagala šibko interakcijo med flerovijem in zlatom, podobno žlahtnemu plinu, druga pa močnejšo interakcijo med kovinami. Istega leta so v objektu GSI's TASCA izvedli nove poskuse, namenjene raziskavi kemije kopernicija in flerovija, podatke iz teh poskusov pa trenutno analizirajo. Kot taka še ni bila ugotovljena nedvoumna določitev kemijskih lastnosti flerovija čeprav so dosedanji poskusi omogočili prvo eksperimentalno oceno vrelišča flerovija: okoli −60 °C, tako da gre verjetno za plin pri običajnih pogojih. Stabilnejši izotop flerovija 289Fl je zanimiv za prihodnje radiokemijske študije.